# Grandvillard
Grandvillard (frp. Le Granvelâ; hist. Langwiler, Grosswiler) – gmina (fr. commune; niem. Gemeinde) w Szwajcarii, w kantonie Fryburg, w okręgu Gruyère. Leży nad rzeką Sarine.

## Demografia
W Grandvillard mieszka 845 osób. W 2020 roku 12,7% populacji gminy stanowiły osoby urodzone poza Szwajcarią.